# Carcelia longichaeta
Carcelia longichaeta är en tvåvingeart som beskrevs av Chao och Shi 1982. Carcelia longichaeta ingår i släktet Carcelia och familjen parasitflugor. Inga underarter finns listade i Catalogue of Life.